# Robert Falcon Scott
Robert Falcon Scott (n. 6 iunie 1868 Devonport, Devon, Anglia — d. 29 martie 1912 Antartica) a fost un ofițer englez, explorator al Antarcticii, cunoscut și datorită faptului că a pierdut întrecerea cu Roald Amundsen de a ajunge primul la Polul Sud, pierzându-și viața la întoarcere împreună cu cei 4 membri ai expediției.

## Expediția în Anctarctica
Jurnalul cu Mesajul către public al lui Robert Falcon Scott, cǎpitan englez care plecase într-o expediție științifică în Antarctica la sfârșitul anului 1911, a fost găsit lângă cadavrul său de către o echipă de căutare britanică, la 12 noiembrie 1912 (la vreo 8 luni după moartea lui Scott). Știrea despre sfârșitul tragic al exploratorului și a echipei sale a ajuns în Europa peste alte câteva luni, în februarie 1913, când se știa deja de ceva timp că Polul Sud fusese cucerit de norvegianul Roald Engelbert Amundsen, la 14 decembrie 1911.
Pentru Scott, provocarea continentului înghețat data de mult, din 1900, când fusese ales pentru a conduce expediția științifică la Cercul Polar. În momentul plecării, în iulie 1901, nu era pregătit să înfrunte un mediu ostil cum era cel de pe banchiza polară. Până atunci fusese căpitan de marină, priceput încă din tinerețe să conducă navele, dar fără experiență în ceea ce privește dotările și metodele cele mai bune pentru înfruntarea Polului. În ciuda acestor impedimente, călătoria s-a dovedit un succes incredibil. Scott ajunsese destul de vestit, însă simțea că mai avea un cont de reglat cu Anctarctida, așa că, la sfârșitul anului 1909, după ce obținuse fondurile necesare, a organizat o a doua expediție. De data asta nu dorea să se limiteze numai la cercetarea științifică (la care nu a renunțat nici măcar atunci când știa deja că nu avea să se mai întoarcă niciodată în tabăra de bază), ci să și ajungă la Polul Sud. Drumul lung și extenuant pe jos, care s-a dovedit până la urmă fatal, a început în noiembrie 1911. La jumătatea drumului a descoperit că Amundsen i-o luase înainte. În timpul călătoriei de întoarcere spre tabăra de bază, cu toate că era profund dezamăgit, s-a angajat activ împreună cu însoțitorii săi în ceea ce era de fapt sarcina principală a misiunii: recoltarea de material biologic și geologic. La 17 kilometri de depozitul de provizii, unde ar fi putut găsi combustibil și alimente de primă necesitate pentru a se salva, a fost oprit de o furtună cumplită. Moartea s-a produs în câteva zile din cauza înghețului în luna martie 1912.

## Experiența pe tărâmurile de gheață
La începutul sec. XX, a fost inaugurată un fel de "cursă de aur" pentru cucerirea celor doi poli. Subvenționată de guverne și asociații științifice, această cursă a reunit personalități foarte diverse: exploratori interesați de studiile științifice, conducători în căutare de glorie și sportivi care doreau să-și depășească propriile limite. Din scrisorile lor, amintim: Robert F. Scott, Călătoria navei Discovery (1905); Robert F. Scott, Ultima expediție (1913/1927); Roald E. Amundsen, Polul Sud (1912)

## Amundsen - învingătorul învins

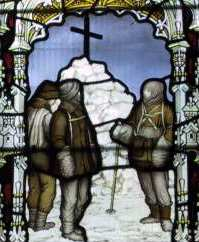

Roald Engelbregt Amundsen (1872-1928), care s-a născut și a crescut în Norvegia friguroasă, nu avea de ce să se prea teamă de gheața de la Polul Nord. Om cu un fizic impunător, obișnuit de mic să se deplaseze cu săniile trase de câini și să suporte temperaturile extrem de scăzute, era candidatul ideal pentru expedițiile polare. La 15 decembrie 1911 a fost primul care a ajuns la Polul Sud. Ca și pe Scott, îl aștepta un sfârșit tragic: a murit în iunie 1928 încercând să-l salveze pe exploratorul italian Umberto Nobile, care se prăbușise pe banchiza Cercului Polar Arctic.

## Îndrăgostit de o artistă
Soția lui Scott, Kathleen Bruce, era o femeie excentrică și, pentru epoca ei, incredibil de emancipată. La Paris i-a cunoscut pe pictorul Pablo Picasso și pe sculptorul Auguste Rodin și le-a devenit elevă. Înainte de a-și cunoaște viitorul soț, a călătorit prin toată Europa în compania prietenei sale Isadora Duncan, celebra balerină care a avut o moarte tragică în timp ce călătorea cu mașina sa decapotabilă de-a lungul Coastei de Azur: eșarfa lungă pe care o purta în jurul gâtului s-a prins în roată și a strangulat-o instantaneu.